# WTA-seizoen 1991

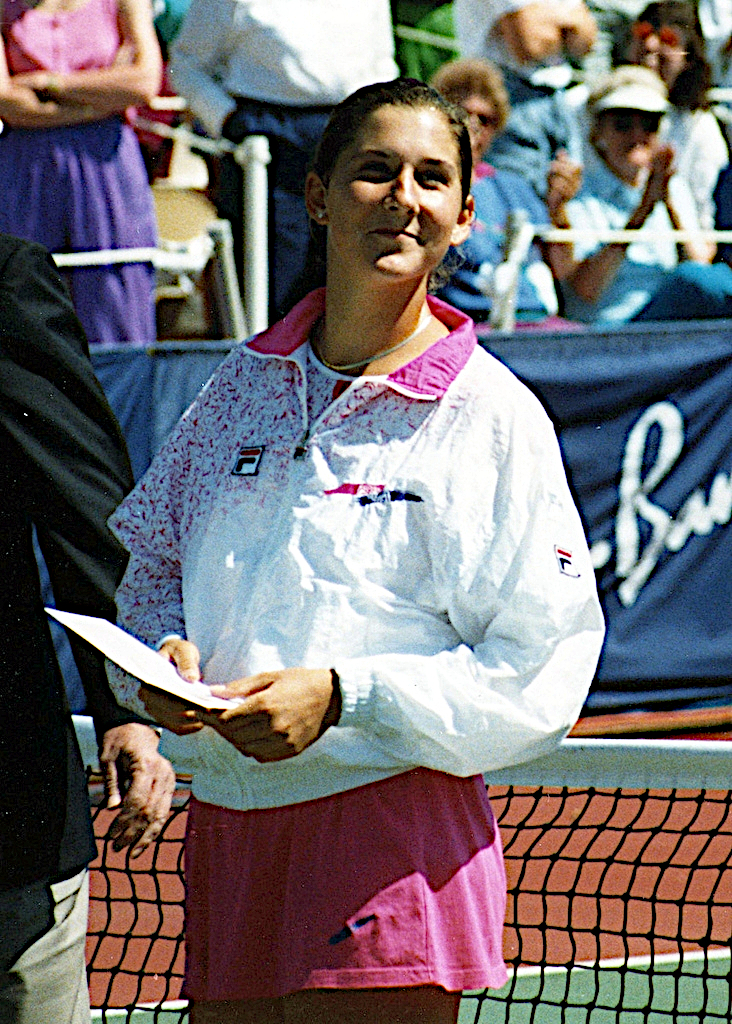
Winnares van de meeste enkelspeltitels: Monica Seles

De WTA organiseerde in het seizoen 1991 onderstaande tennistoernooien.

## Winnaressen enkelspel met meer dan twee titels
| speelster                 | aantal titels |
| ------------------------- | ------------- |
| Monica Seles              | 10            |
| Steffi Graf               | 7             |
| Gabriela Sabatini         | 5             |
| Martina Navrátilová       | 5             |
| Conchita Martínez         | 3             |
| Manuela Maleeva-Fragnière | 3             |

## WTA-toernooikalender 1991
| Startdatum hoofdtoernooi | Officiële naam van het toernooi        | Land, stad                         | Cat.     | ($)       | Ondergrond        | Winnares enkelspel            |         |
| ------------------------ | -------------------------------------- | ---------------------------------- | -------- | --------- | ----------------- | ----------------------------- | ------- |
| 1990-12-31               | Danone Open                            | Australië, Brisbane                | Tier IV  | 150.000   | hardcourt, buiten | Helena Suková                 | details |
| 1991-01-07               | Holden NSW Open                        | Australië, Sydney                  | Tier III | 225.000   | hardcourt, buiten | Jana Novotná                  | details |
| 1991-01-14               | Australian Open                        | Australië, Melbourne               | G.S.     | 2.000.000 | hardcourt, buiten | Monica Seles                  | details |
| 1991-01-28               | Nutri-Metics Bendon Classic            | Nieuw-Zeeland, Auckland            | Tier V   | 100.000   | hardcourt, buiten | Eva Švíglerová                | details |
| 1991-01-28               | Pan Pacific Open                       | Japan, Tokio                       | Tier II  | 350.000   | tapijt, binnen    | Gabriela Sabatini             | details |
| 1991-02-04               | Oslo Open                              | Noorwegen, Oslo                    | Tier V   | 100.000   | tapijt, binnen    | Catarina Lindqvist            | details |
| 1991-02-04               | Fernleaf Butter Classic                | Nieuw-Zeeland, Wellington          | Tier V   | 100.000   | hardcourt, buiten | Leila Meschi                  | details |
| 1991-02-11               | Colorado Classic                       | Verenigde Staten, Aurora           | Tier V   | 100.000   | tapijt, binnen    | Lori McNeil                   | details |
| 1991-02-11               | Austrian Tennis Grand Prix             | Oostenrijk, Linz                   | Tier V   | 100.000   | tapijt, binnen    | Manuela Maleeva-Fr            | details |
| 1991-02-11               | VS of Chicago                          | Verenigde Staten, Chicago          | Tier II  | 350.000   | tapijt, binnen    | Martina Navrátilová           | details |
| 1991-02-18               | VS of Oklahoma                         | Verenigde Staten, Oklahoma         | Tier IV  | 150.000   | hardcourt, binnen | Jana Novotná                  | details |
| 1991-02-25               | VS of Palm Springs                     | Verenigde Staten, Palm Springs     | Tier II  | 350.000   | hardcourt, buiten | Martina Navrátilová           | details |
| 1991-03-04               | VS of Florida                          | Verenigde Staten, Boca Raton       | Tier I   | 500.000   | hardcourt, buiten | Gabriela Sabatini             | details |
| 1991-03-15               | Lipton International Championships     | Verenigde Staten, Miami            | Tier I   | 750.000   | hardcourt, buiten | Monica Seles                  | details |
| 1991-03-25               | US Hardcourt Championships             | Verenigde Staten, San Antonio      | Tier III | 225.000   | hardcourt, buiten | Steffi Graf                   | details |
| 1991-03-28               | Light 'n' Lively Doubles Championships | Verenigde Staten, Tarpon Springs   | WTA      | 200.000   | gravel, buiten    | Gigi Fernández Helena Suková† | details |
| 1991-04-01               | Family Circle Cup                      | Verenigde Staten, Hilton Head Isl. | Tier I   | 500.000   | gravel, buiten    | Gabriela Sabatini             | details |
| 1991-04-08               | Suntory Japan Open                     | Japan, Tokio                       | Tier IV  | 150.000   | hardcourt, buiten | Lori McNeil                   | details |
| 1991-04-08               | Bausch & Lomb Championships            | Verenigde Staten, Amelia Island    | Tier II  | 350.000   | gravel, buiten    | Gabriela Sabatini             | details |
| 1991-04-15               | VS of Houston                          | Verenigde Staten, Houston          | Tier II  | 350.000   | gravel, buiten    | Monica Seles                  | details |
| 1991-04-15               | Volvo Open                             | Thailand, Pattaya                  | Tier V   | 75.000    | hardcourt, buiten | Yayuk Basuki                  | details |
| 1991-04-22               | Croatian Lottery Cup                   | Joegoslavië, Bol                   | Tier V   | 100.000   | gravel, buiten    | Sandra Cecchini               | details |
| 1991-04-22               | International Championships of Spain   | Spanje, Barcelona                  | Tier III | 225.000   | gravel, buiten    | Conchita Martínez             | details |
| 1991-04-29               | Ilva Trophy                            | Italië, Tarente                    | Tier V   | 100.000   | gravel, buiten    | Emanuela Zardo                | details |
| 1991-04-29               | Citizen Cup                            | Duitsland, Hamburg                 | Tier II  | 350.000   | gravel, buiten    | Steffi Graf                   | details |
| 1991-05-06               | Peugeot Italian Open                   | Italië, Rome                       | Tier I   | 500.000   | gravel, buiten    | Gabriela Sabatini             | details |
| 1991-05-13               | Lufthansa Cup German Open              | Duitsland, Berlijn                 | Tier I   | 500.000   | gravel, buiten    | Steffi Graf                   | details |
| 1991-05-20               | Internationaux de Strasbourg           | Frankrijk, Straatsburg             | Tier IV  | 150.000   | gravel, buiten    | Radomira Zrubáková            | details |
| 1991-05-20               | Geneva European Open                   | Zwitserland, Genève                | Tier IV  | 150.000   | gravel, buiten    | Manuela Maleeva-Fr            | details |
| 1991-05-27               | Roland Garros                          | Frankrijk, Parijs                  | G.S.     | 2.698.740 | gravel, buiten    | Monica Seles                  | details |
| 1991-06-10               | Dow Classic                            | Verenigd Koninkrijk, Birmingham    | Tier IV  | 150.000   | gras, buiten      | Martina Navrátilová           | details |
| 1991-06-17               | Pilkington Glass Championships         | Verenigd Koninkrijk, Eastbourne    | Tier II  | 350.000   | gras, buiten      | Martina Navrátilová           | details |
| 1991-06-24               | Wimbledon                              | Verenigd Koninkrijk, Londen        | G.S.     | 2.728.856 | gras, buiten      | Steffi Graf                   | details |
| 1991-07-08               | Torneo Internazionale                  | Italië, Palermo                    | Tier IV  | 75.000    | gravel, buiten    | Mary Pierce                   | details |
| 1991-07-15               | Citroën Austrian Open                  | Oostenrijk, Kitzbühel              | Tier IV  | 150.000   | gravel, buiten    | Conchita Martínez             | details |
| 1991-07-15               | Volvo San Marino Open                  | San Marino, San Marino             | Tier V   | 75.000    | gravel, buiten    | Katia Piccolini               | details |
| 1991-07-22               | Westchester Cup                        | Verenigde Staten, Westchester      | Tier V   | 100.000   | hardcourt, buiten | Isabelle Demongeot            | details |
| 1991-07-29               | Mazda Classic                          | Verenigde Staten, San Diego        | Tier III | 225.000   | hardcourt, buiten | Jennifer Capriati             | details |
| 1991-08-05               | VS of Albuquerque                      | Verenigde Staten, Albuquerque      | Tier IV  | 150.000   | hardcourt, buiten | Gigi Fernández                | details |
| 1991-08-05               | Canadian Open                          | Canada, Toronto                    | Tier I   | 500.000   | hardcourt, buiten | Jennifer Capriati             | details |
| 1991-08-12               | VS of Los Angeles                      | Verenigde Staten, Los Angeles      | Tier II  | 350.000   | hardcourt, buiten | Monica Seles                  | details |
| 1991-08-19               | OTB International Open                 | Verenigde Staten, Schenectady      | Tier V   | 100.000   | hardcourt, buiten | Brenda Schultz                | details |
| 1991-08-19               | VS of Washington                       | Verenigde Staten, Washington       | Tier II  | 350.000   | hardcourt, buiten | Arantxa Sánchez Vicario       | details |
| 1991-08-26               | US Open                                | Verenigde Staten, New York         | G.S.     | 2.700.000 | hardcourt, buiten | Monica Seles                  | details |
| 1991-09-16               | Clarins Open                           | Frankrijk, Parijs                  | Tier IV  | 150.000   | gravel, buiten    | Conchita Martínez             | details |
| 1991-09-16               | Nichirei International Championships   | Japan, Tokio                       | Tier II  | 350.000   | hardcourt, buiten | Monica Seles                  | details |
| 1991-09-23               | St. Petersburg Open                    | Sovjet-Unie, Sint-Petersburg       | Tier V   | 100.000   | tapijt, binnen    | Larisa Savtsjenko             | details |
| 1991-09-23               | Open Whirlpool                         | Frankrijk, Bayonne                 | Tier IV  | 150.000   | tapijt, binnen    | Manuela Maleeva-Fr            | details |
| 1991-09-30               | Volkswagen Cup                         | Duitsland, Leipzig                 | Tier III | 225.000   | tapijt, binnen    | Steffi Graf                   | details |
| 1991-09-30               | Milano Indoor                          | Italië, Milaan                     | Tier II  | 225.000   | tapijt, binnen    | Monica Seles                  | details |
| 1991-10-07               | European Indoors                       | Zwitserland, Zürich                | Tier II  | 350.000   | tapijt, binnen    | Steffi Graf                   | details |
| 1991-10-14               | Porsche Tennis GP                      | Duitsland, Filderstadt             | Tier II  | 350.000   | hardcourt, binnen | Anke Huber                    | details |
| 1991-10-21               | Puerto Rico Open                       | Puerto Rico, San Juan              | Tier IV  | 150.000   | hardcourt, buiten | Julie Halard                  | details |
| 1991-10-21               | Midland Bank Championships             | Verenigd Koninkrijk, Brighton      | Tier II  | 350.000   | tapijt, binnen    | Steffi Graf                   | details |
| 1991-10-28               | Arizona Classic                        | Verenigde Staten, Scottsdale       | Tier IV  | 150.000   | hardcourt, buiten | Sabine Appelmans              | details |
| 1991-11-04               | VS of Nashville                        | Verenigde Staten, Nashville        | Tier IV  | 150.000   | hardcourt, binnen | Sabine Appelmans              | details |
| 1991-11-04               | VS of California                       | Verenigde Staten, Oakland          | Tier II  | 350.000   | tapijt, binnen    | Martina Navrátilová           | details |
| 1991-11-11               | Jello Classic                          | Verenigde Staten, Indianapolis     | Tier IV  | 150.000   | hardcourt, binnen | Katerina Maleeva              | details |
| 1991-11-11               | VS of Philadelphia                     | Verenigde Staten, Philadelphia     | Tier II  | 350.000   | tapijt, binnen    | Monica Seles                  | details |
| 1991-11-18               | WTA Championships                      | Verenigde Staten, New York         | WTA      | 3.000.000 | tapijt, binnen    | Monica Seles                  | details |
| 1991-12-02               | Nivea Cup                              | Brazilië, São Paulo                | Tier V   | 75.000    | gravel, buiten    | Sabine Hack                   | details |

† dubbelspeltoernooi

## Primeurs
Speelsters die in 1991 hun eerste WTA-enkelspeltitel wonnen:
- Eva Švíglerová (Tsjecho-Slowakije) in Auckland, Nieuw-Zeeland
- Emanuela Zardo (Zwitserland) in Tarente, Italië
- Katia Piccolini (Italië) in San Marino
- Isabelle Demongeot (Frankrijk) in Westchester, NY, VS
- Brenda Schultz (Nederland) in Schenectady, NY, VS
- Larisa Savtsjenko (Sovjet-Unie) in Sint-Petersburg, Sovjet-Unie
- Julie Halard (Frankrijk) in San Juan, Puerto Rico
- Sabine Appelmans (België) in Scottsdale, AZ, VS
- Sabine Hack (Duitsland) in São Paulo, Brazilië